# Fred van Leer
Fred van Leer (Alblasserdam, 18 september 1976) is een Nederlandse stylist en presentator.

## Biografie
Van zijn 19e tot 28e werkte Van Leer met Ted Langenbach bij diens Bimbo Complex-avonden en als stylist bij de Now&Wow-clubavonden.
Vanaf zijn 25e is hij stylist van beroep. Hij verzorgde de styling voor televisieprogramma's, bands, tijdschriften en shows.
Vanaf 2009 werkte hij mee aan televisieprogramma's, vaak in de rol als presentator, panellid of stylist. De eerste serie van Dames in de Dop werd zijn landelijke televisiedebuut. Een en ander werd gevolgd door RTL Boulevard, X-Factor en ook het derde seizoen van Dames in de Dop. In deze laatste serie was hij niet stylist maar ook docent van de vrouwen en mannen. In 2011 werd hij coach in het RTL 5-programma Holland's Next Topmodel. Wekelijks stond hij de deelnemers bij in hun strijd naar de finale.
In 2012 kwam Van Leer met een eigen dagelijks programma bij RTL 5, Shopping Queens. Hierin gingen kandidaten met elkaar de strijd aan om de best geklede van de week te zijn. Van Leer besliste welke kandidaat had gewonnen en gaf commentaar op de aankopen. Hij was regelmatig te horen in het radioprogramma van Giel Beelen, die hem vaak opbelde om zijn mening en advies over kleding te vragen. Vanaf 2012 was hij als reisleider betrokken bij het programma Wie is de reisleider?
Vanaf 2015 presenteerde hij verschillende programma's rondom lifestyle, en was hij te gast in de tv-programma's Chantal blijft slapen, Risky Rivers en Oh, wat een jaar! Ook deed hij mee aan de webserie Het Jachtseizoen van StukTV, waarin hij derde werd. Tevens was hij in 2017 te zien in het RTL 4-programma Een goed stel hersens.
Vanaf 2017 tot 2018 was Van Leer actief als vlogger op YouTube. Naast vlogs uploadde hij ook webseries Freds Filiaal en In Bed met Fred.
In 2020 lekte een privévideo met Van Leer uit op sociale media. De reactie van Van Leer die daarop volgde, leidde tot een spoedopname in het ziekenhuis. Een maand later werd Van Leer in zijn woning overvallen.

## Filmografie

### Televisie

#### Als presentator / jurylid / deskundige
| Jaar              | Titel                            | Omroep/Zender | Rol                                                        |
| ----------------- | -------------------------------- | ------------- | ---------------------------------------------------------- |
| 2009 - 2011       | Dames in de Dop                  | RTL 5         | Stylist ; docent uiterlijk                                 |
| 2011, 2014 - 2016 | Holland's Next Topmodel          | RTL 5         | Coach                                                      |
| 2012              | Shopping Queens                  | RTL 5         | Presentator                                                |
| 2015              | Shopping Queens VIPS             | RTL 5         | Presentator                                                |
| 2018              | Say Yes to the Dress Benelux     | TLC           | Presentator                                                |
| 2018              | Fred van Leer: Alles uit de Kast | TLC           | Presentator                                                |
| 2019              | 6 Inside                         | SBS6          | Lifestyledeskundige                                        |
| 2020 - 2021       | Drag Race Holland                | Videoland     | Presentator                                                |
| 2020 - heden      | I Can See Your Voice             | RTL 4         | Panellid                                                   |
| 2021              | Chantals Beauty Camper           | RTL 4         | Presentator samen met Chantal Janzen en Leco van Zadelhoff |
| 2021 - heden      | Make Up Your Mind                | RTL 4         | Panellid                                                   |

#### Als deelnemer / gast
| Jaar | Titel                         | Omroep/Zender | Opmerkingen   |
| ---- | ----------------------------- | ------------- | ------------- |
| 2013 | Wie is de Reisleider?         | RTL 5         | In Mexico     |
| 2014 | Typisch Carlo & Irene         | RTL 4         | Team Irene    |
| 2014 | Het zijn net mensen           | RTL 4         |               |
| 2014 | Alles mag op vrijdag          | RTL 4         | Team Gordon   |
| 2015 | Ranking the Stars             | BNN           |               |
| 2016 | Alles mag op zaterdag         | RTL 4         | Team Gerard   |
| 2016 | De Vreemde Eend               | SBS6          |               |
| 2016 | Zullen we een spelletje doen? | SBS6          |               |
| 2017 | Chantal blijft slapen         | RTL 4         |               |
| 2017 | Risky Rivers                  | BNNVARA       | In Spanje     |
| 2017 | Oh, wat een jaar!             | RTL 4         | Team Ruben    |
| 2017 | Een goed stel hersens         | RTL 4         |               |
| 2021 | Oh, wat een jaar!             | RTL 4         | Team Carlo    |
| 2022 | Fout maar goud                | RTL 4         | Team Marieke  |
| 2023 | Ik hou van Holland            | SBS6          |               |
| 2024 | Beste Kijkers                 | RTL 4         | Team Mattie   |
| 2024 | Moordfeest                    | SBS6          | Werd vermoord |
| 2024 | De Kist                       | EO            |               |
| 2024 | Oh, wat een jaar!             | RTL 4         | Team Gerard   |

### Films
| Jaar | Titel                      | Rol      |
| ---- | -------------------------- | -------- |
| 2017 | Huisvrouwen bestaan niet   | Bram     |
| 2019 | Huisvrouwen bestaan niet 2 | Bram     |
| 2019 | House of No Limits         | Zichzelf |

## Theater
| Jaar        | Titel                                           | Rol              | Producent     |
| ----------- | ----------------------------------------------- | ---------------- | ------------- |
| 2018        | The Christmas Show: Assepoester en het Kerstbal | Boze Stiefmoeder | MediaLane     |
| 2018 - 2022 | Leer van Fred LIVE                              | Zichzelf         | Fred van Leer |

## Concerten
| Jaar         | Titel          | Rol              | Concertzaal | Producent                                     |
| ------------ | -------------- | ---------------- | ----------- | --------------------------------------------- |
| 2022 - heden | Fred & Friends | Gastheer, solist | Ahoy        | DEMP Entertainment i.s.m. TWENTY8 Productions |